# Mia Nicolai
Michaja Nicolaï (Amsterdam, 7 de març del 1996), més coneguda com a Mia Nicolai, és una cantautora neerlandesa. Representarà els Països Baixos en el Festival de la Cançó d'Eurovisió 2023, juntament amb Dion Cooper.
Nicolai va néixer d'un pare neerlandès i d'una mare russa. El seu pare, Peter Nicolaï, és advocat i polític del Partit pels Animals al Senat dels Països Baixos. La seva mare, Marynka Nicolaï-Krylova, és música i compositora. Va començar amb classes de teatre i ballet a tres anys. Segons Nicolai, això li va donar un interès en la música, que va resultar en classes de piano i violí.
El 2018, Nicolai va publicar el seu senzill debut At Last, un cover del compositor americà Glenn Miller El 2020 va estrenar Set Me Free i Mutual Needs, seguïts pel senzill People Pleaser el 2021. Va explicar que aquesta última cançó està basada en la determinació de ser un mateix. El mateix any va publicar el seu cinquè senzill Dream Go.
L'1 de novembre del 2022, AVROTROS va anunciar que Mia Nicolai, juntament amb Dion Cooper, representarà els Països Baixos al Festival de la Cançó d'Eurovisió. Els dos cantautors es van conèixer a través de Duncan Laurence, guanyador del Festival de la Cançó d'Eurovisió 2019, i la seva parella Jordan Garfield.